# Visnea mocanera
Visnea mocanera là một loài thực vật thuộc họ Pentaphylacaceae (trước đây xếp trong họ Theaceae). Loài này có ở Bồ Đào Nha (Madeira) và Tây Ban Nha (quần đảo Canary). Chúng hiện đang bị đe dọa vì mất môi trường sống.

## Hình ảnh

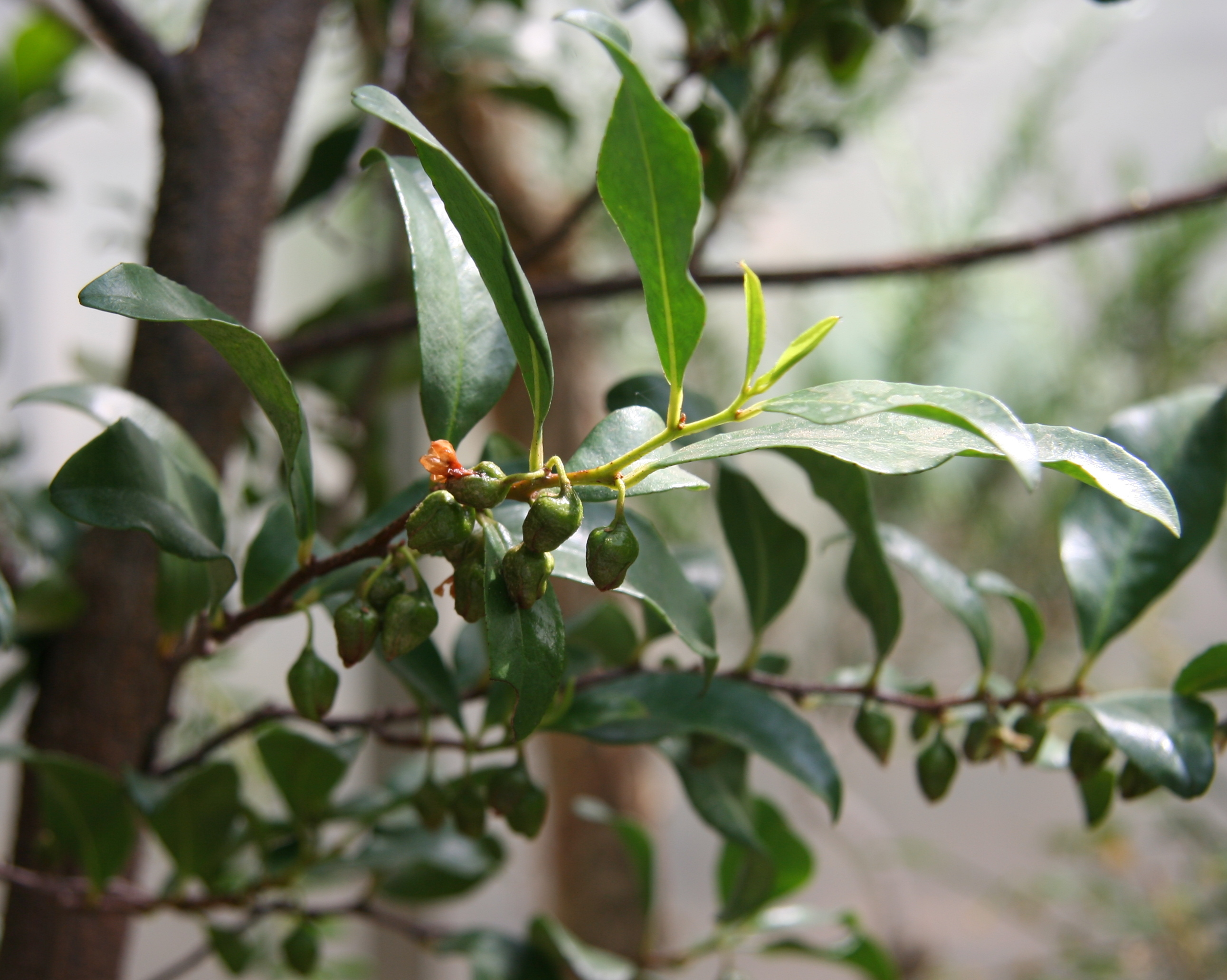
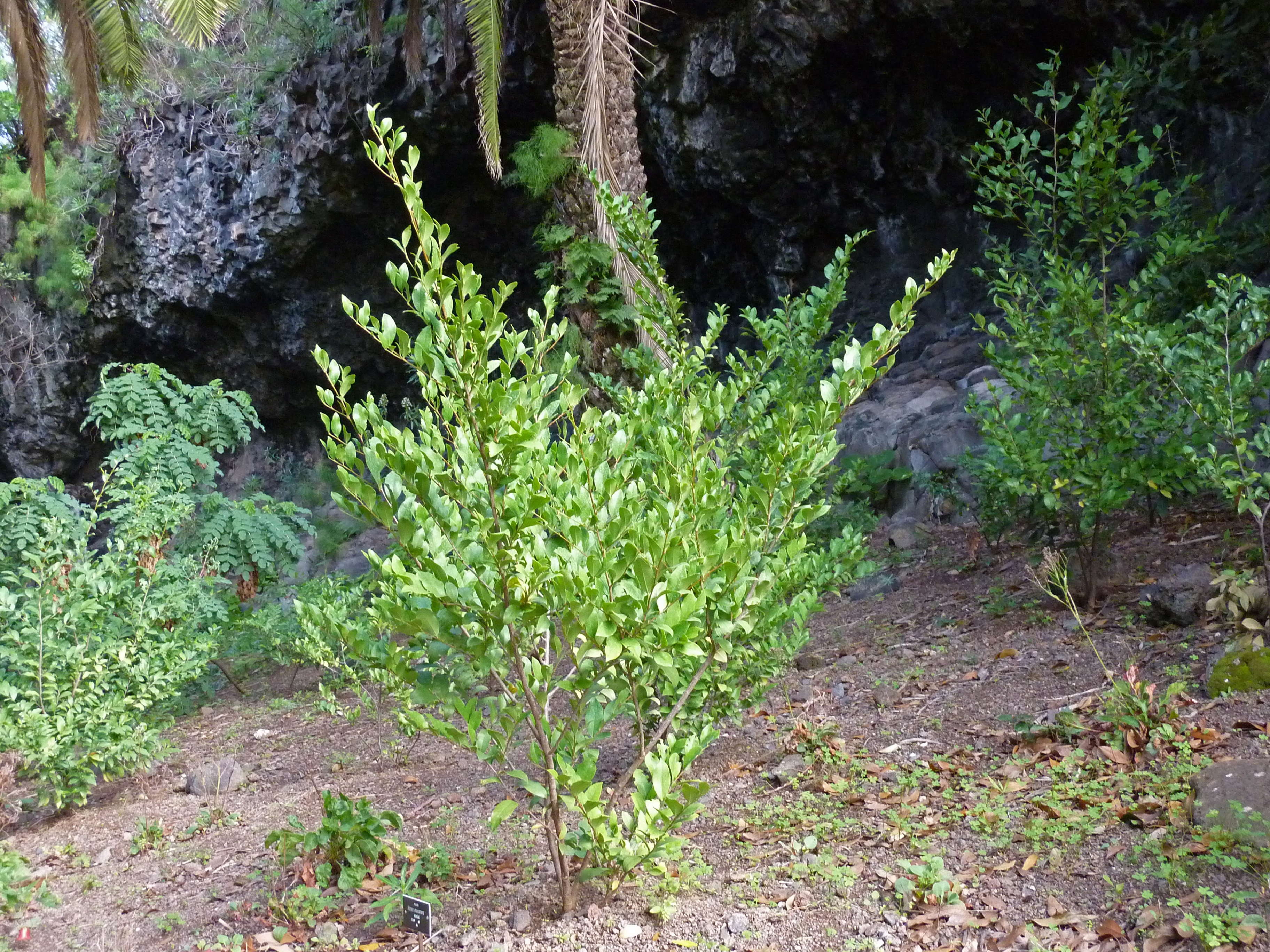
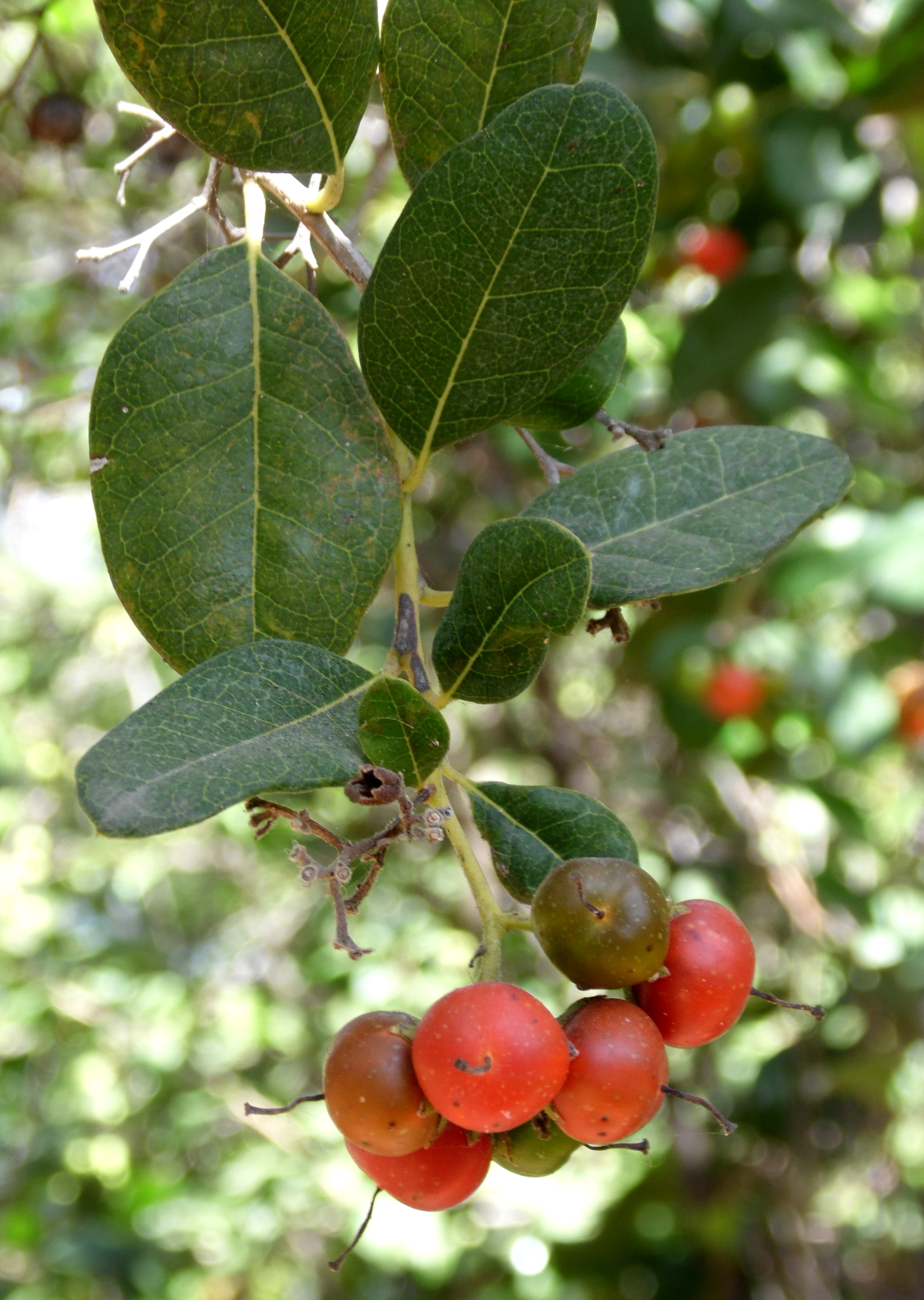